# Unity Mitford

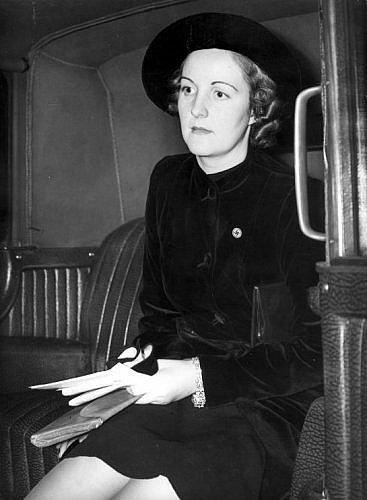
1938: Unity Mitford in Londen met speld van de Nazipartij.

Unity Valkyrie Freeman-Mitford (Londen, 8 augustus 1914 - Oban, 28 mei 1948) was een lid van een Britse adellijke familie, aanhanger van het nationaalsocialisme en een vriendin van Adolf Hitler. Zij was een van de roemruchte Mitford Sisters.

## Biografie
Unity Mitford was de dochter van David Freeman-Mitford, Baron Redesdale, en zijn vrouw Sydney Bowles. Haar familie behoorde tot de lagere Engelse adel; de familienaam is officieel Freeman-Mitford maar in de praktijk werd alleen Mitford gebruikt. Unity Mitford en haar vijf zusters trokken in de jaren dertig en veertig van de twintigste eeuw in Groot-Brittannië de aandacht door politieke activisme, tot de verbeelding sprekende privélevens, en als publicisten. Zij zijn collectief bekend als de Mitford Sisters.
In 1933 maakte Mitford kennis met sir Oswald Mosley, de leider van de British Union of Fascists, die een verhouding had met haar zuster Diana. Door deze ontmoeting begon zij zich voor het fascisme te interesseren. De twee zusters bezochten in 1933 samen de Reichsparteitag in Neurenberg. Unity Mitford werd een overtuigd nationaalsocialist: ze woonde na 1934 voornamelijk in Duitsland en maakte vanaf 1936 deel uit van de intieme kring rond Adolf Hitler.
Op 3 september 1939 probeerde Mitford na de oorlogsverklaring van het Verenigd Koninkrijk aan Duitsland  zelfmoord te plegen in de Englischer Garten in München, door zichzelf door het hoofd te schieten. Haar poging mislukte maar ze was zwaar gewond. De artsen vonden een operatie te riskant en besloten om de kogel niet uit haar hoofd te verwijderen. Na een verblijf in een Duits ziekenhuis keerde ze in januari 1940 onder grote belangstelling van de Britse en internationale pers via Zwitserland terug naar Engeland. 
Haar persoonlijkheid en haar verstandelijke vermogens waren door de hersenbeschadiging aangetast en ze werd nooit meer de oude. In 1948 kreeg ze hersenvliesontsteking, waarbij de niet verwijderde kogel mogelijk voor complicaties zorgde. Ze overleed op 28 mei 1948 en werd begraven op het kerkhof van Swinbrook in Oxfordshire, niet ver van het huis waar ze was opgegroeid.
In januari 2025 maakte de Engelse krant de Daily Mail bekend de dagboeken van Unity Mitford uit de jaren 1935-1939 te hebben ontdekt.

## De Mitfords
David Freeman-Mitford en zijn vrouw Sydney Bowles hadden zeven kinderen: zes dochters en een zoon. De dochters werden collectief bekend als de Mitford Sisters.
- Nancy Mitford (1904–1973) was schrijfster, biografe en journaliste. Zij is vooral bekend door haar satirische romans over het leven van de maatschappelijke elite en historische biografieën.
- Pamela Mitford (1907–1994) de enige dochter uit het gezin die een onopvallend leven leidde.
- Thomas Mitford (1909–1945) sneuvelde in de laatste maanden van de Tweede Wereldoorlog in Birma.
- Diana Mitford (1910–2003) veroorzaakte een schandaal door in 1933 haar echtgenoot te verlaten voor de Britse fascistenleider Oswald Mosley, met wie ze later trouwde. Ze schreef een aantal boeken.
- Unity Mitford (1914–1948)
- Jessica Mitford (1917–1996) woonde sinds 1939 in Amerika en was een bekende onderzoeksjournalist; ze was actief in de Amerikaanse communistische partij en de burgerrechtbeweging.
- Deborah Mitford (1920–2014) trouwde met de hertog van Devonshire en wist als een van de eersten in Engeland van een adellijk familielandgoed een succesvolle toeristische attractie te maken. Ze schreef een aantal boeken over het landgoed Chatsworth House.

De Mitford Sisters
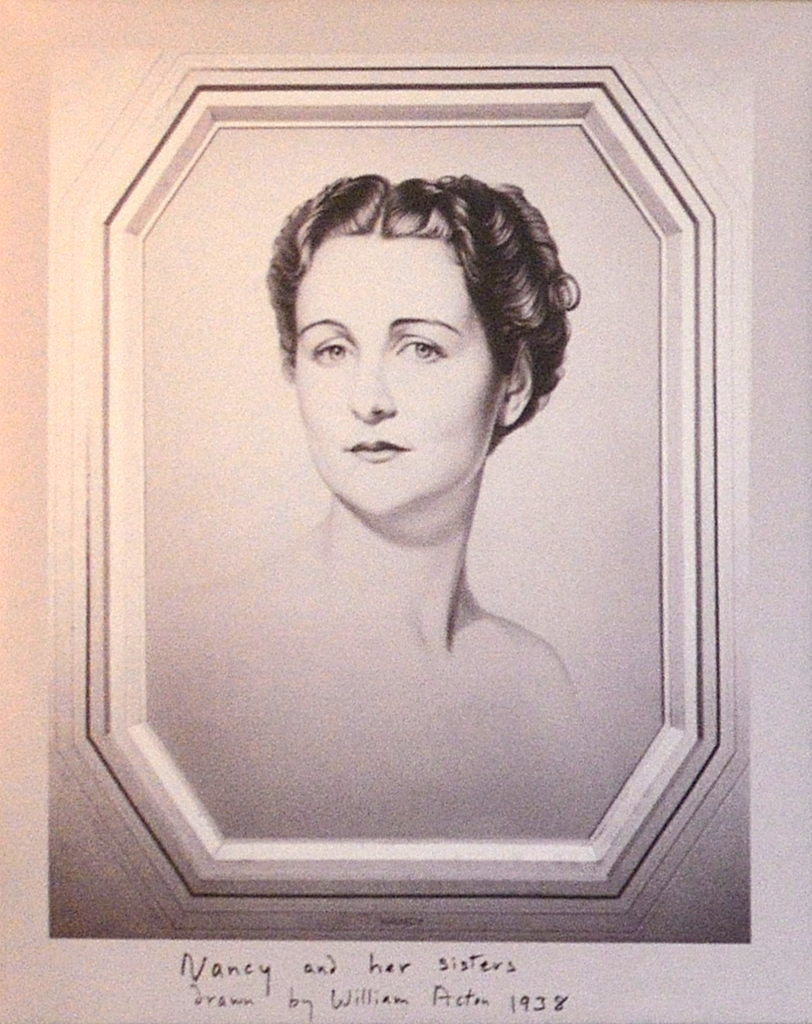
Nancy Mitford
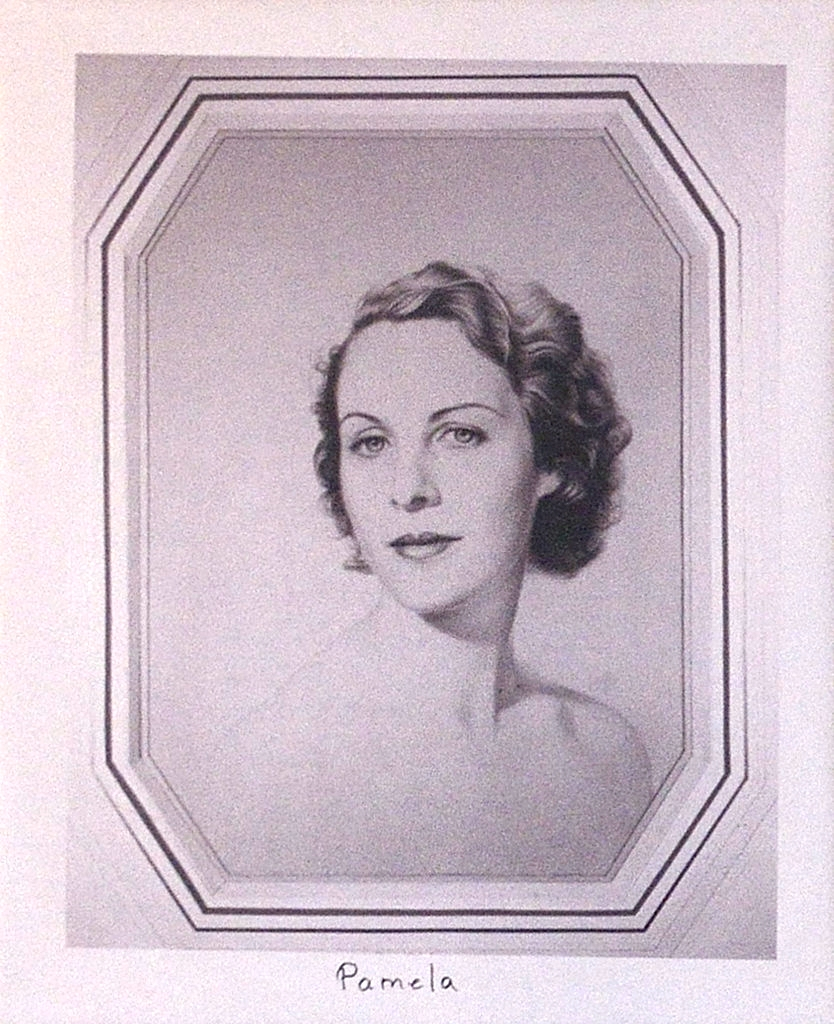
Pamela Mitford
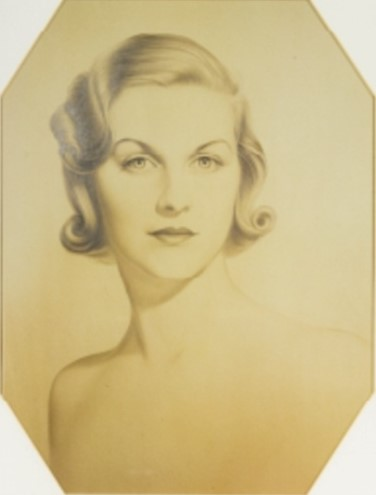
Diana Mitford
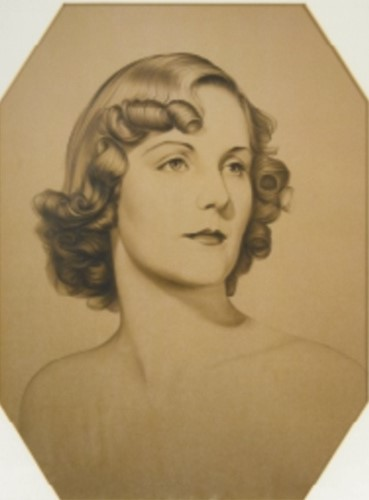
Unity Mitford
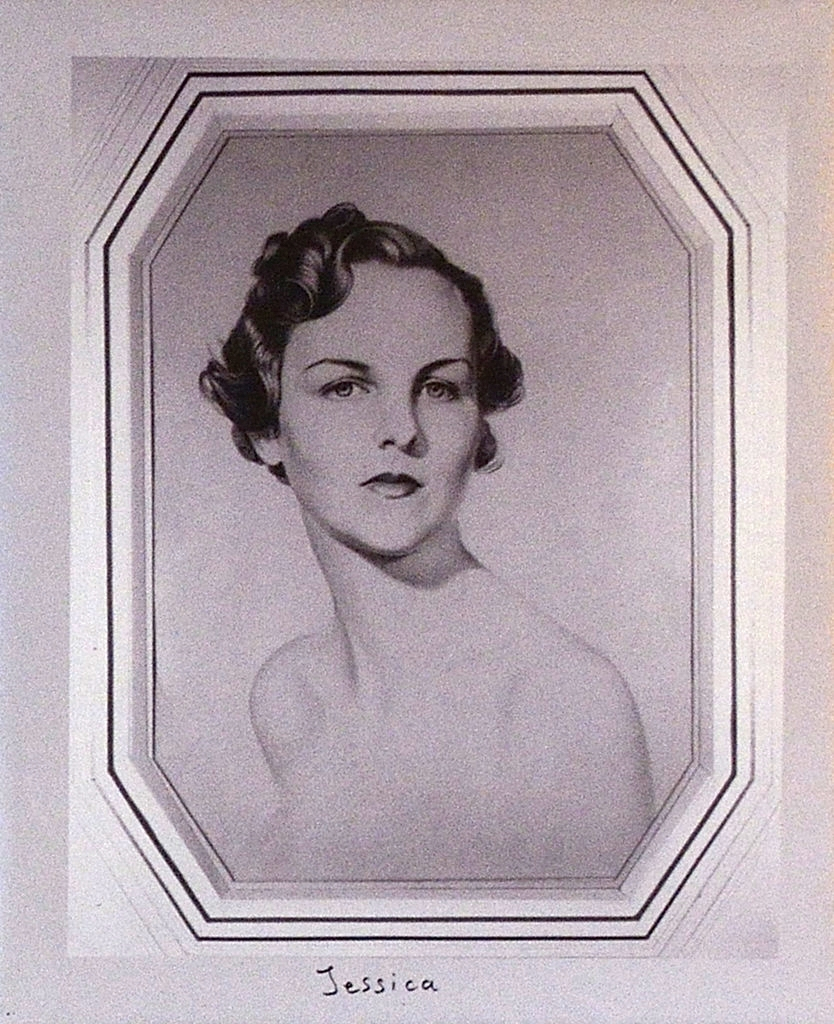
Jessica Mitford
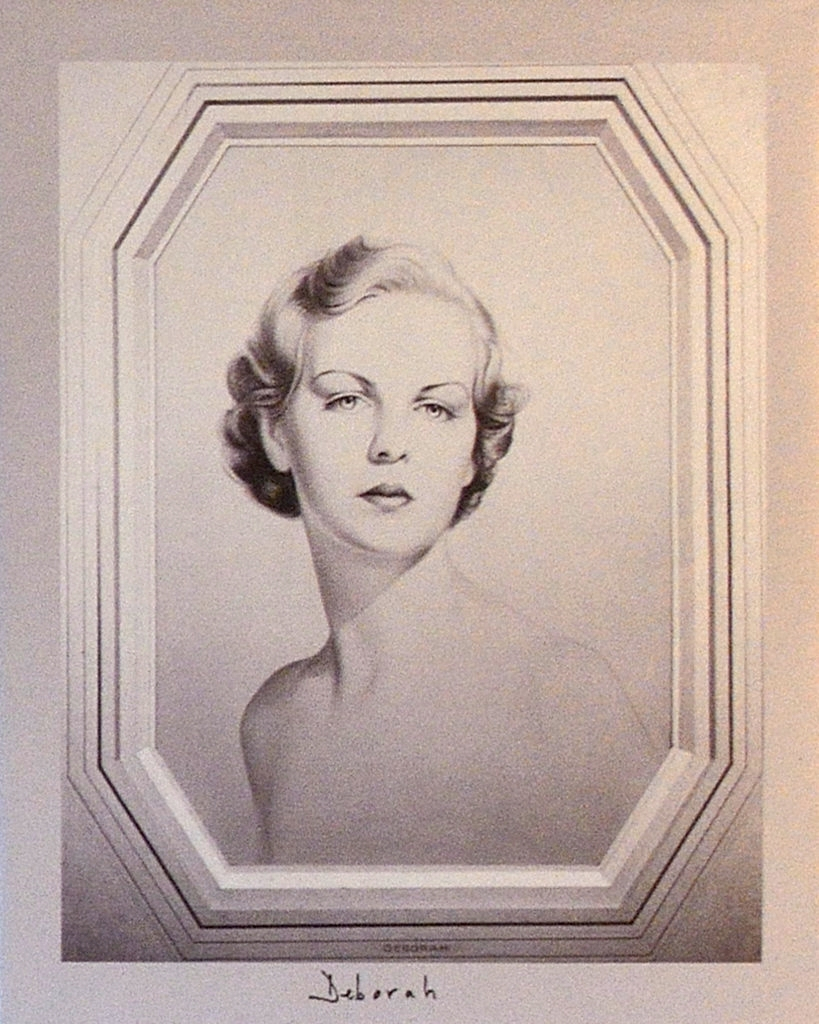
Deborah Mitford